# Michael J. Pollard
Michael J. Pollard (Passaic, 30 mei 1939 - Los Angeles, 20 november 2019) was een Amerikaanse karakteracteur. Hij was vooral bekend door zijn rol als C.W. Moss in de film Bonnie and Clyde (1967), waarvoor hij lovende kritieken kreeg en genomineerd werd voor een Academy Award, een British Academy Film Award en twee Golden Globe Awards.

## Biografie
Pollard werd geboren als Michael John Pollack Jr. op 30 mei 1939 in Passaic (New Jersey), als zoon van Sonia Dubanowich en Michael John Pollack. Zijn beide ouders waren van Poolse afkomst. Hij studeerde aan de Actors Studio in New York. Met zijn kenmerkende bolle neus, grijns en kuiltje in zijn kin verwierf hij een cultstatus, waarbij hij doorgaans eigenzinnige, onconventionele, simplistische maar sympathieke bijpersonages speelde.
Zijn acteercarrière begon in 1959 op televisie, met gastrollen in Alfred Hitchcock Presents, Five Fingers en The Many Loves of Dobie Gillis. In 1960 speelde hij de rol van Hugo Peabody in de Broadway-musical Bye Bye Birdie. In de jaren zestig had hij gastrollen in televisieseries zoals Gunsmoke,  The Lucy Show en I Spy.
Pollard stond bekend om zijn kleine gestalte (1,68 meter), waardoor hij tot in zijn dertiger jaren jeugdrollen kon spelen. Een van die rollen was in de originele Star Trek-serie, als tienerleider van een planeet vol kinderen in de aflevering "Miri" uit 1966.
In 1967 speelde hij de bijrol van C.W. Moss in Bonnie and Clyde naast Warren Beatty, Faye Dunaway, Gene Hackman en Estelle Parsons, waarvoor hij een Academy Award-nominatie ontving voor "Beste mannelijke bijrol", twee Golden Globe Award-nominaties voor "Beste mannelijke bijrol" en "Nieuwkomer van het jaar", en een BAFTA Award won voor "Meest veelbelovende nieuwkomer in hoofdrollen in films".
Enkele van zijn andere opvallende optredens waren onder meer in The Wild Angels (1966), Hannibal Brooks (1969), Little Fauss and Big Halsy (1970), Dirty Little Billy (1972), Roxanne (1987), American Gothic (1988) en Tango & Cash (1989).
Hij bleef tot in de 21e eeuw rollen spelen in films en op televisie.
Pollard was drie keer getrouwd. Zijn eerste huwelijk uit 1961 was met actrice Beth Howland, met wie hij één dochter had, Holly Howland. Een scheiding volgde in 1969. Hij had ook een zoon, Axel Emmett Pollard, uit zijn tweede huwelijk met Annie Tolstoj. In 1972 trouwde hij met Mindy Jasime maar ook zijn derde huwelijk eindigde in 1976 in een scheiding.
Michael J. Pollard overleed op 20 november 2019 in Los Angeles aan een hartstilstand op 80-jarige leeftijd.